# Duca di Cadice
Il Ducato di Cadice è un titolo nobiliare spagnolo. Il suo nome si riferisce alla città andalusa di Cadice.

## Storia
Dopo la morte del I Duca, i re cattolici negoziarono con Francisca Ponce de León y de la Fuente, l'abolizione del Marchesato e Ducato di Cadice, ripristinando la città ed i titoli per la corona dopo la sua morte. Per secoli il titolo è rimasto in disuso, fino al diciannovesimo secolo. Da allora il titolo è stato detenuto da membri della famiglia reale.

## Elenco dei detentori
|                                                                              | Titolo Reale                                                                 | Periodo                                                                      |
| Prima creazione da parte di Ferdinando II d'Aragona ed Isabella di Castiglia | Prima creazione da parte di Ferdinando II d'Aragona ed Isabella di Castiglia | Prima creazione da parte di Ferdinando II d'Aragona ed Isabella di Castiglia |
| ---------------------------------------------------------------------------- | ---------------------------------------------------------------------------- | ---------------------------------------------------------------------------- |
| I                                                                            | Rodrigo Ponce de León                                                        | 1484–1492                                                                    |
| II                                                                           | Francisca Ponce de León y de la Fuente                                       | 1492–1493                                                                    |
| Seconda creazione da parte di Ferdinando VII                                 |                                                                              |                                                                              |
| I                                                                            | Infante Francesco                                                            | 1820–1821                                                                    |
| II                                                                           | Infante Francesco, Re consorte di Spagna                                     | 1822–1902                                                                    |
| Terza creazione da parte di Francisco Franco                                 |                                                                              |                                                                              |
| I                                                                            | Alfonso de Borbón y Dampierre                                                | 1972–1989                                                                    |